# Choderlos de Laclos
Pierre Ambroise François Choderlos de Laclos, född 18 oktober 1741 i Amiens, Somme, död 5 september 1803 i Taranto, Apulien, var en fransk författare. 

## Biografi
Laclos var privatsekreterare hos Ludvig Filip av Orléans och dennes politiske agent under revolutionen. Han blev 1792 brigadgeneral och under kejsardömet generalinspektör för artilleriet i Syditalien.
Hans mest kända litterära verk är den på sin tid skandalösa brevromanen Les liaisons dangereuses (1782). På svenska fick den titeln Farliga förbindelser (översättning Arvid Enckell, Fritze, 1945).
Romanen har filmatiserats ett flertal gånger med olika namn bland annat:
- Farliga förbindelser (1959)
- Farligt begär (1988; en annan film hade året innan fått den svenska titeln Farlig förbindelse)
- Valmont (1989)
- En djävulsk romans (1999)